# Тер-Габриэльянц, Изабелла Григорьевна
Изабелла Григорьевна Тер-Габриэлянц (11 августа 1920, Пятигорск — декабрь 2019, Москва) — советский и российский музейный работник, лермонтовед, многолетний главный хранитель Государственного музея-заповедника М. Ю. Лермонтова в Пятигорске.

## Биография
Родилась 11 августа 1920 г. в Пятигорске. В 1945 г. окончила с отличием курс факультета русского языка и литературы Пятигорского педагогического института.
В 1945—1950 гг. — ассистент, преподаватель кафедры русского языка и литературы Пятигорского педагогического института.
В 1950—1953 гг. — старший преподаватель, заведующая кафедрой и декан литературного факультета Оханского учительского института.
С 1957 г. — сотрудник, с 1961 — заведующая фондами, с декабря 1975 г. по декабрь 1988 г. — главный хранитель Государственного музея-заповедника М. Ю. Лермонтова в Пятигорске.
Была награждена медалью «За трудовое отличие» и знаком Министерства культуры СССР «Лучший работник культуры».
В последние годы жизни проживала в Москве. На пенсии продолжала работать над лермонтовской тематикой, написала ряд научных статей. Вместе с дочерью Галиной Тер-Габриэльянц передала ряду учреждений культуры (Пятигорский краеведческий музей, библиотека имени М. Ю. Лермонтова в Ярославле) материалы и издания из личного собрания.
И.Г. Тер-Габриэлянц скончалась в декабре 2019 г. в Москве. Похоронена на Краснослободском кладбище г. Пятигорска.

## Научная деятельность
И.Г. Тер-Габриэльянц проработала в Государственном музее-заповеднике М. Ю. Лермонтова в Пятигорске более 30 лет. Результатом её научной и кураторской работы на посту главного хранителя стали существенное расширение собрания музея, систематизация фондов, разработка тематико-экспозиционных планов новых отделов.
И. Г. Тер-Габриэльянц была постоянным участником Всесоюзных Лермонтовских научных конференций, одним из авторов «Лермонтовской энциклопедии».

### Публикации И. Г. Тер-Габриэльянц
- М. Ю. Лермонтов в изобразительном искусстве // Лермонтовский текст. Ставропольские исследователи о жизни и творчестве М.Ю. Лермонтова. Исследования 1900—2007 годов : антология : в 2 т. — Ставрополь, 2007. — Т. 1. — С. 770—775
- Сестры Ивановы
- Лермонтовед Л. П. Семенов и его коллекция в фондах Государственного музея-заповедника М. Ю. Лермонтова
- и другие.